# Grace Under Pressure
Grace Under Pressure – dziesiąty album studyjny kanadyjskiej grupy Rush.

## Lista utworów
1. Distant Early Warning – 4:59
2. Afterimage – 5:04
3. Red Sector A – 5:10
4. The Enemy Within – 4:34
5. The Body Electric – 5:00
6. Kid Gloves – 4:18
7. Red Lenses – 4:42
8. Between the Wheels – 5:44

## Twórcy
- Geddy Lee - śpiew, gitara basowa, syntezatory
- Alex Lifeson - gitary, syntezatory
- Neil Peart - instrumenty perkusyjne